# Куйган (Балхашский район)

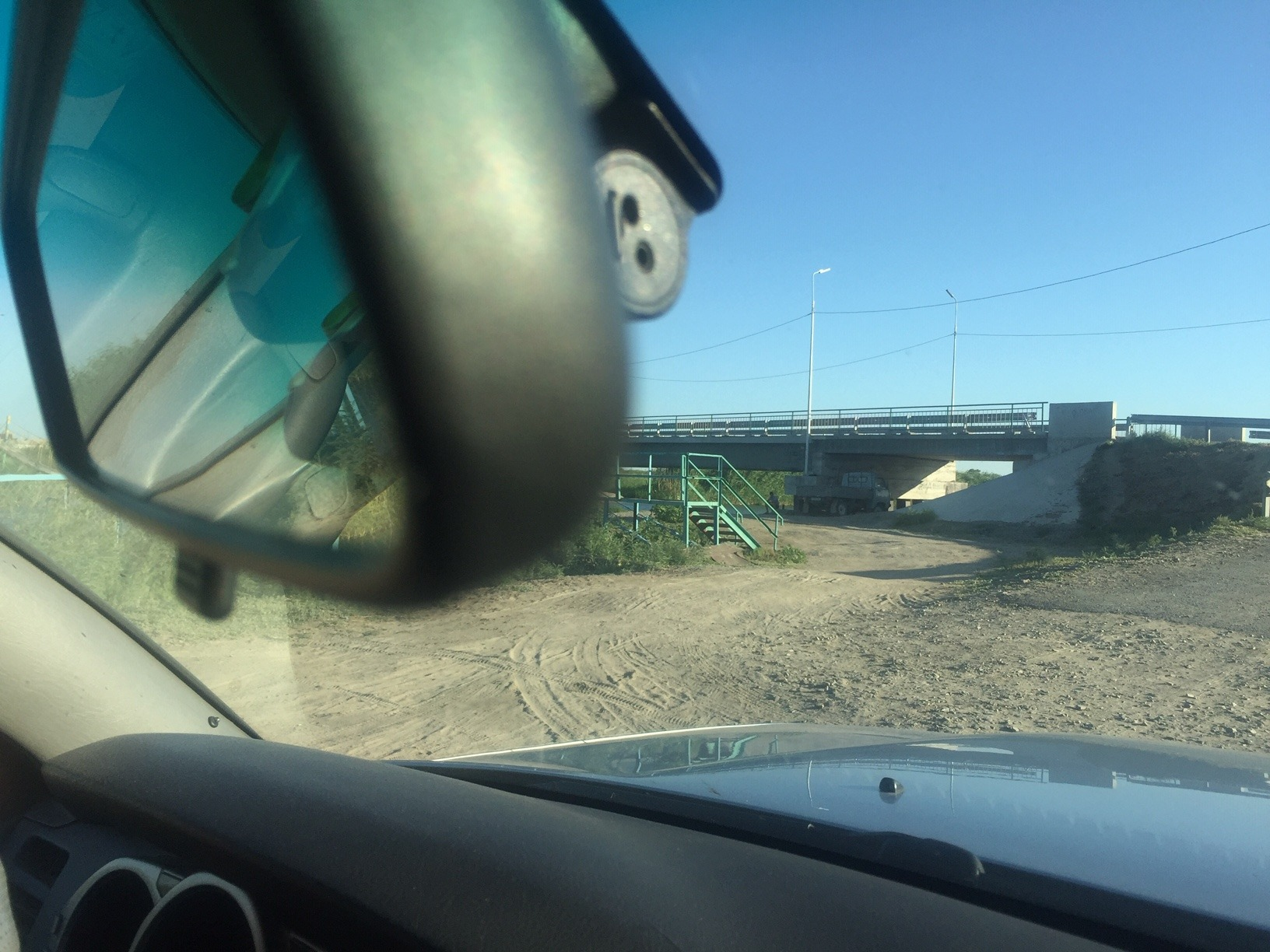
Мост в селе Куйган

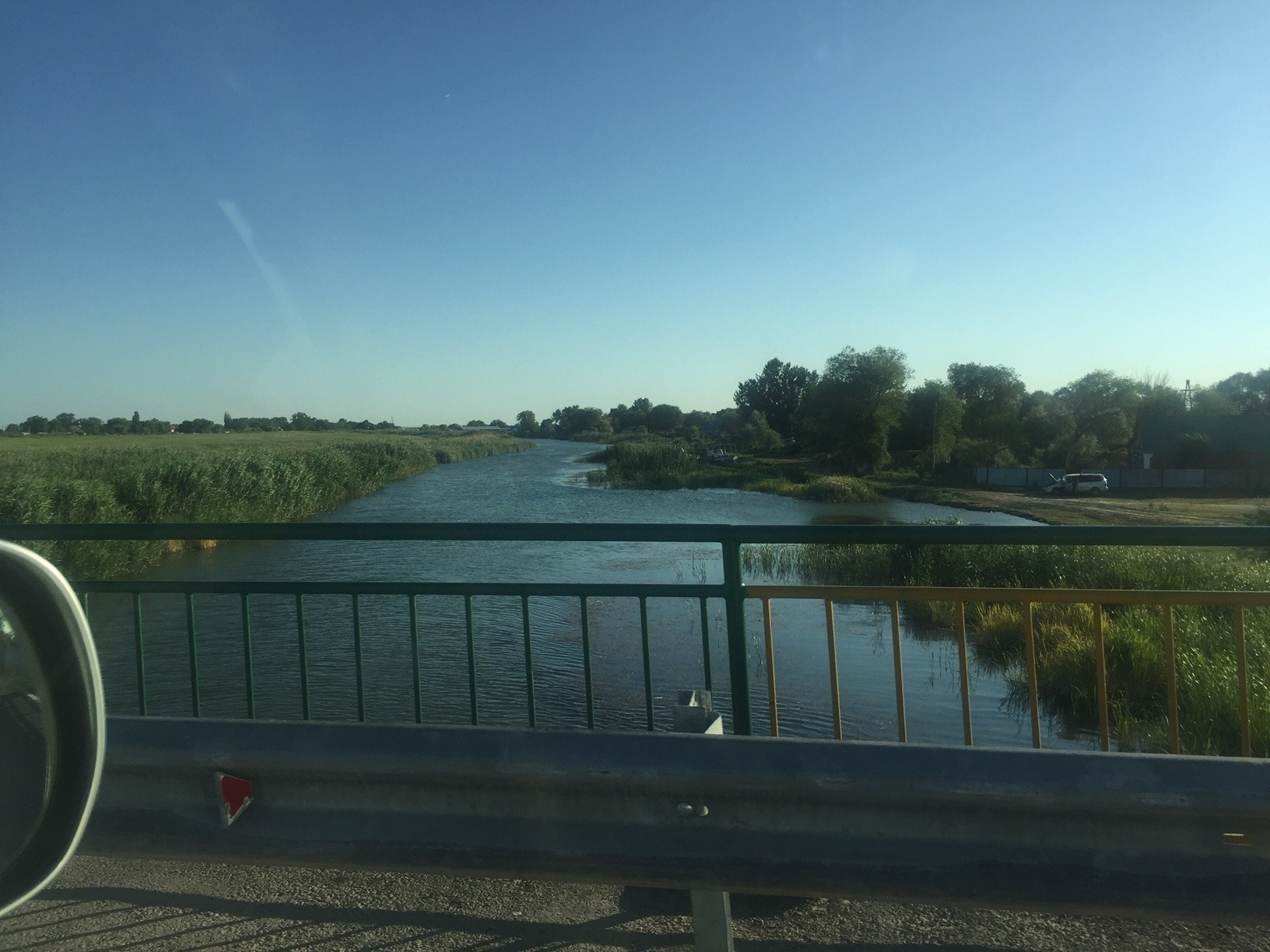
Река Или у села Куйган

Куйган (каз. Құйған) — село в Балхашском районе Алматинской области Казахстана. Административный центр Куйганского сельского округа. Код КАТО — 193665100.

## Население
В 1999 году население села составляло 1386 человек (708 мужчин и 678 женщин). По данным переписи 2009 года, в селе проживало 1356 человек (688 мужчин и 668 женщин).